# 呂君昌
呂君昌（1965年—2018年10月9日），中國地質學家與古生物學家，也是著名的化石獵人，任職於中國地質科學院地質研究所，主要從事中國中生代地質與脊椎動物的研究，曾為河源龍、振元龍、虔州龍、汝陽龍、達爾文翼龍等50餘種恐龍與翼龍命名，其中於2002年發表的河源龍被認爲開啟了廣東地區的恐龍研究。